# Champsodonten
Champsodonten (Champsodontidae) zijn een familie van straalvinnige vissen uit de orde van Baarsachtigen (Perciformes).

## Geslacht
- Champsodon Günther, 1867